# James McAvoy
James McAvoy (Glasgow, 21 april 1979) is een Schots acteur. Hij werd in 2008 genomineerd voor een Golden Globe voor zijn rol in Atonement. Meer dan vijf andere acteerprijzen werden hem inmiddels toegekend, waaronder een BAFTA Award voor Rising Star in 2006, de prijs voor mannelijke revelatie van het jaar op het Filmfestival van Cannes 2007 en een Empire Award voor Atonement.

## Biografie
McAvoys ouders zijn gescheiden toen hij zeven jaar oud was. Zijn jongere zuster Joy is zangeres in de Schotse meidengroep Streetside. Zij werden na de scheiding van hun ouders opgevoed door hun grootmoeder. Toen McAvoy twintig werd, verhuisde hij naar Londen.
McAvoys filmcarrière begon in de lowbudgetfilm The Near Room (1995). In 2005 speelde McAvoy de faun Mr. Tumnus in de film The Chronicles of Narnia: The Lion, the Witch and the Wardrobe, zijn grootste publieksfilm tot op dat moment. Datzelfde jaar speelde hij een hoofdrol in The Last King of Scotland, dat meer dan dertig filmprijzen won.
McAvoy is sinds 2006 gehuwd met Anne-Marie Duff en samen hebben ze een zoon. Het stel is in 2016 gescheiden.
In 2022 trouwde hij met Lisa Liberati, nadat ze een relatie hadden gekregen op de set van de film Split (film) in 2016.